# Хуманизовани миш
Хуманизовани миш је миш који има функционалне хумане гене, ћелије, ткива, органе. Хуманизовани мишеви се обично користе као модели малих животиња у биолошким и медицинским истраживањима за хуману терапију.
Имунодефицијентни мишеви се често користе као примаоци људских ћелија или ткива, јер могу релативно лако да прихвате хетерологне ћелије због недостатка имунитета домаћина. Традиционално су у ове сврхе коришћени голи мишеви и мишеви са тешком комбинованом имунодефицијенцијом (СЦИД), али недавно су НЦГ мишеви, НОГ мишеви и НСГ мишеви показали боље резултате у трансплантацији људских ћелија и ткива од других.  Имунодефицијентни мишеви, у које су трансплантиране функционалне ћелије и људска ткива, као и трансгене животиње, у чији геном су интегрисани одговарајући људски гени - односно „хуманизовани мишеви“ - све више делују као тестни системи у различитим биомедицинским студијама..
Описана су два соја миша, названа МИТРГ и МИСТРГ, у којима су хумане верзије четири гена који кодирају цитокине важне за развој урођених имуних ћелија смештене на одговарајућим локусима миша. Ови модели хуманизованих мишева могу се користити за симулацију људског имунолошког система у здравом и болесном стању и пружају могућност процене терапија ин виво у условима сличним онима у људском телу.

## Примена
Постоје многе обећавајуће биомедицинске студије за хуману терапију, укључујући:
- разни облици канцера
- заразне болести
- ХИВ АИДС
- вирус хепатитиса и болести јетре
- регенеративна медицина
- хематологија